# 李闊
李 闊（リ・ファル、朝鮮語: 리활）は、朝鮮民主主義人民共和国の軍人。朝鮮人民軍空軍の創設者の一人。出生名は李学念。
平安北道塩州郡において裕福な家庭に生まれ、1936年春に日本本土へ渡って東京高等工業学校、その後名古屋の民間飛行学校に入学し、卒業後は読売新聞社の専属パイロットになったとされる。しかし、実際には日本陸軍または海軍の航空隊において軍務に服していた可能性がある。1945年の光復後に朝鮮半島北部の新義州において新義州航空隊（後に新義州航空協会）を組織。同年12月15日には、金日成を会長とする朝鮮航空協会の副会長に就任した。1947年8月20日に軍組織としての航空隊が発足し、1948年9月18日に人民軍第25飛行連隊に編成、1949年8月16日には第11飛行師団に改編された。師団長にはソ連航空学校で学んだ王連、副師団長には李闊が任命された。
朝鮮戦争には飛行師団長として参戦し、1951年1月には新たに発足した航空司令部の副司令官に任命され、共和国英雄の称号を受けた。しかし、1954年10月の人民軍党全員会議において有産階級出身者として批判を受け、1955年7月には航空副司令官を解任されて金日成軍事総合大学の航空講座長に左遷された。1959年6月2日には軍籍、1963年1月20日には労働党籍を剥奪され、農場作業員に転落した。
しかし、1968年4月に金日成に呼び出され復党、電力工業部門の企業所に職を与えられた。1987年6月13日には祖国解放戦争勝利記念館の講師となり、1988年2月5日には人民軍中将の軍事称号を授与され、李闊をモデルとした映画『赤い翼』も制作された。2007年、死去。89歳だった。朝鮮中央通信は、同年7月3日、金正日がその霊前に花輪を送り弔意を示したと伝えた。